# Hebilla

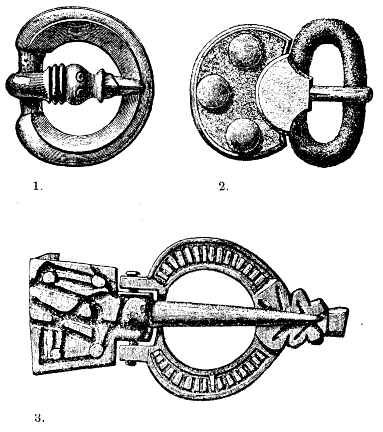
Hebillas arqueológicas de bronce del sur de Suecia.

Una hebilla (del latín vulgar «fibella», diminutivo de «fibŭla») es una pieza de metal, plástico, papel  y otros materiales que funciona como cierre o sujeción, gracias a diversos tipos de broche o enganche, el más común un clavo articulado en una varilla. Es complemento habitual en cinturones, correas, herrajes, cinchas, etc. Antes de la invención de la cremallera, se usaba para abrochar calzado y ropajes. También es frecuente su uso en bolsos, mochilas, relojes y joyería de pulsera, o como motivo ornamental.
Como alternativa de broches, corchetes, fíbulas, imperdibles, pasadores, o prendedores, fueron utilizadas en la Grecia antigua y en la antigua Roma, particularmente en vestimenta militar para cinturones de espadas, corazas y el resto de equipamiento, así como para fijar la silla de montar para los caballos y sus estribos; se fabricaban en metal, hueso y marfil. Las hebillas con múltiples pitones (pitón-pestillo-perno-clavillo) aparecieron en el siglo xviii como complemento de la moda vestimentaria. Las hebillas con rodillo o de rodillo se consideran un invento de mediados del siglo xix.

## Modelos arqueológicos

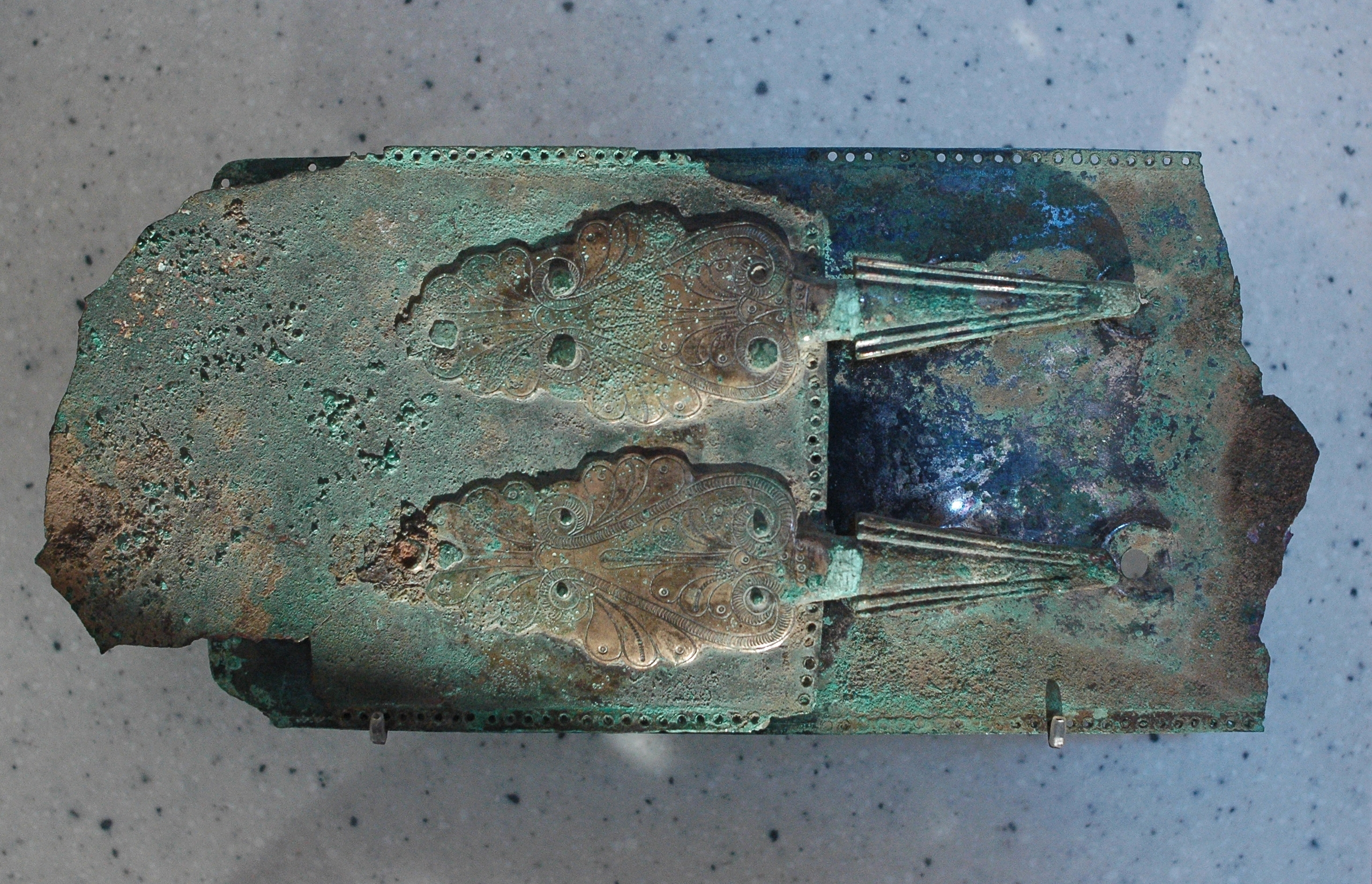
Detalle de un cinturón de bronce italiano del siglo IV a. C.
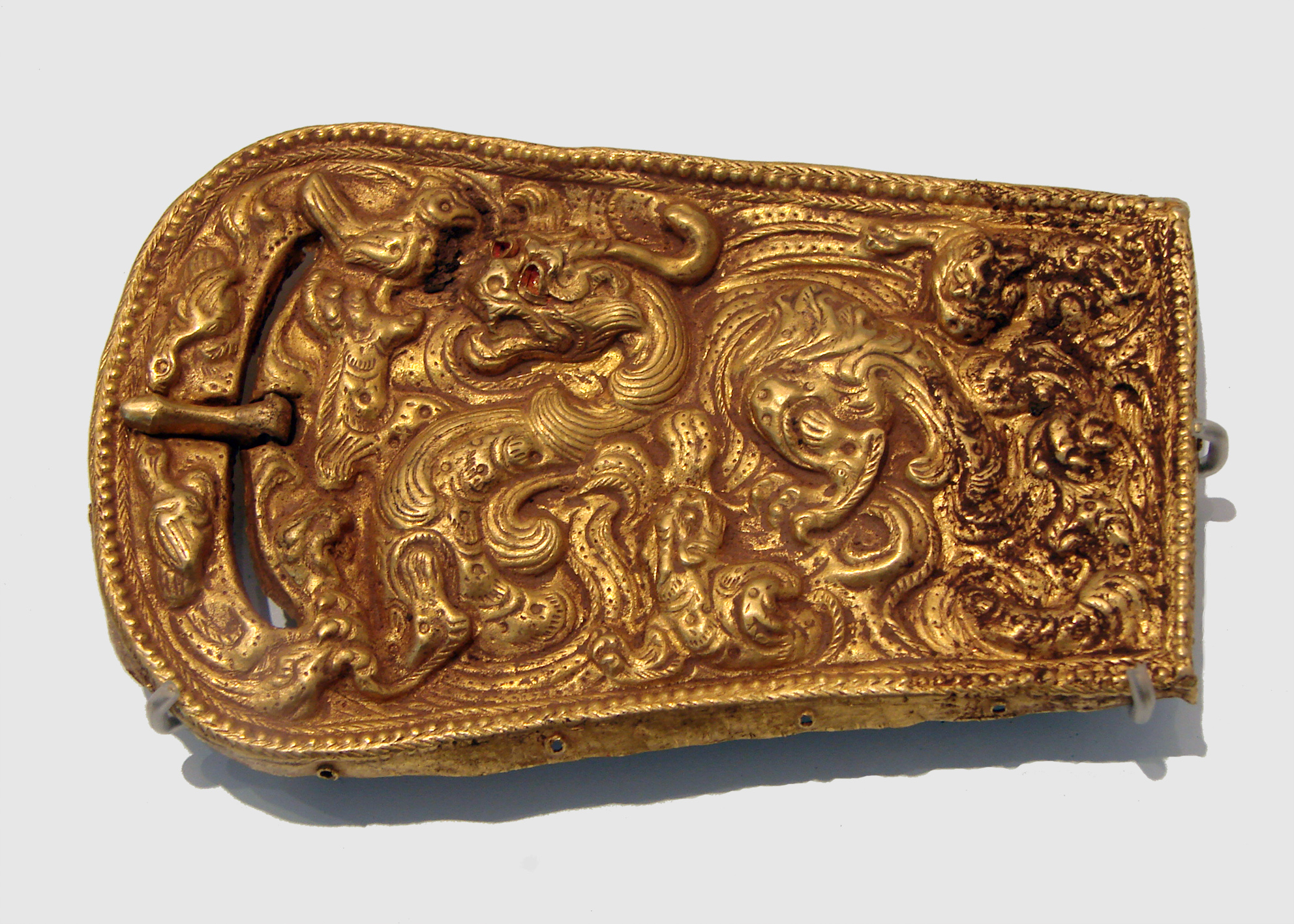
Hebilla del primer/segundo ciclo de la dinastía Han
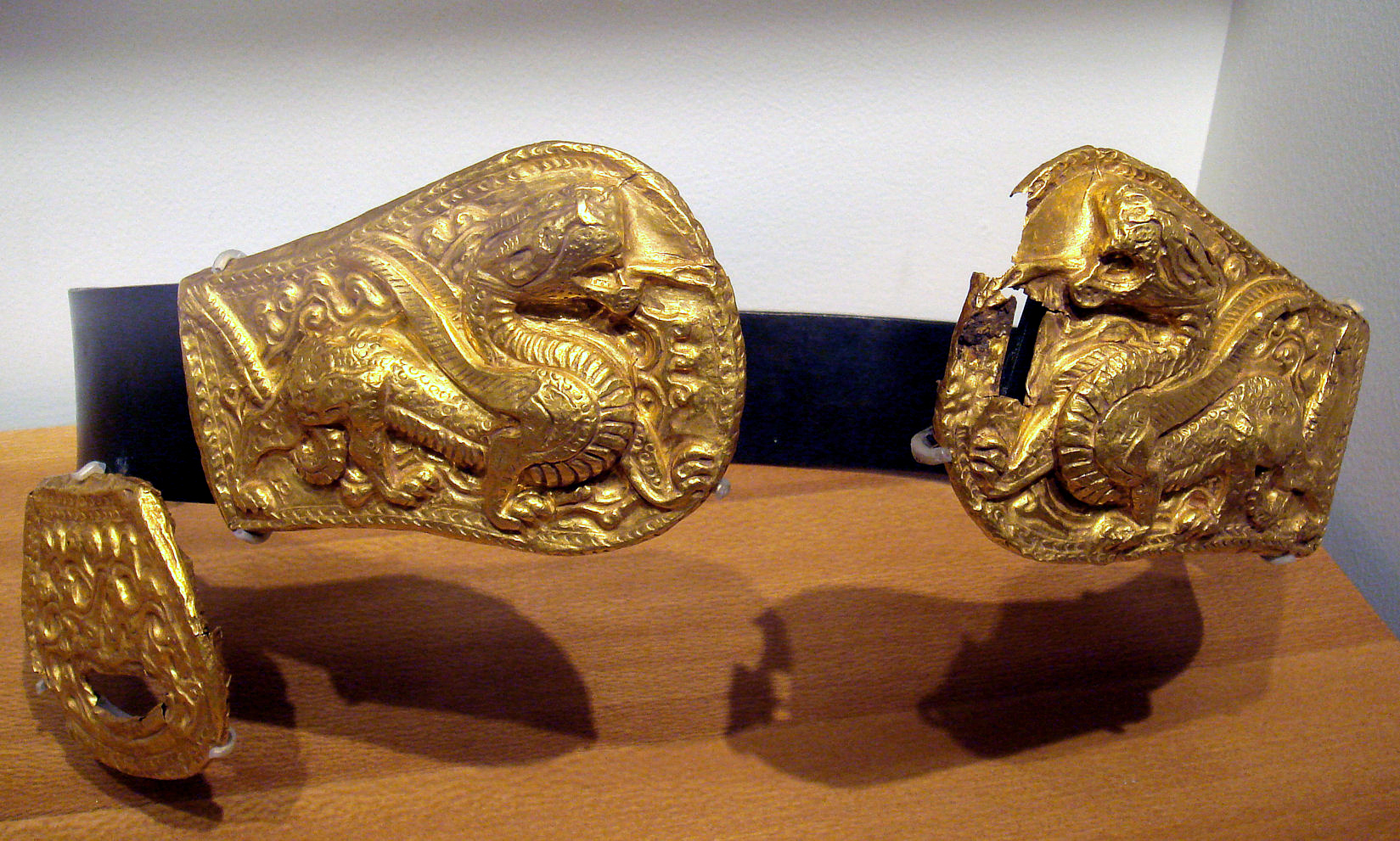
Hebilla Xianbei del siglo III - IV
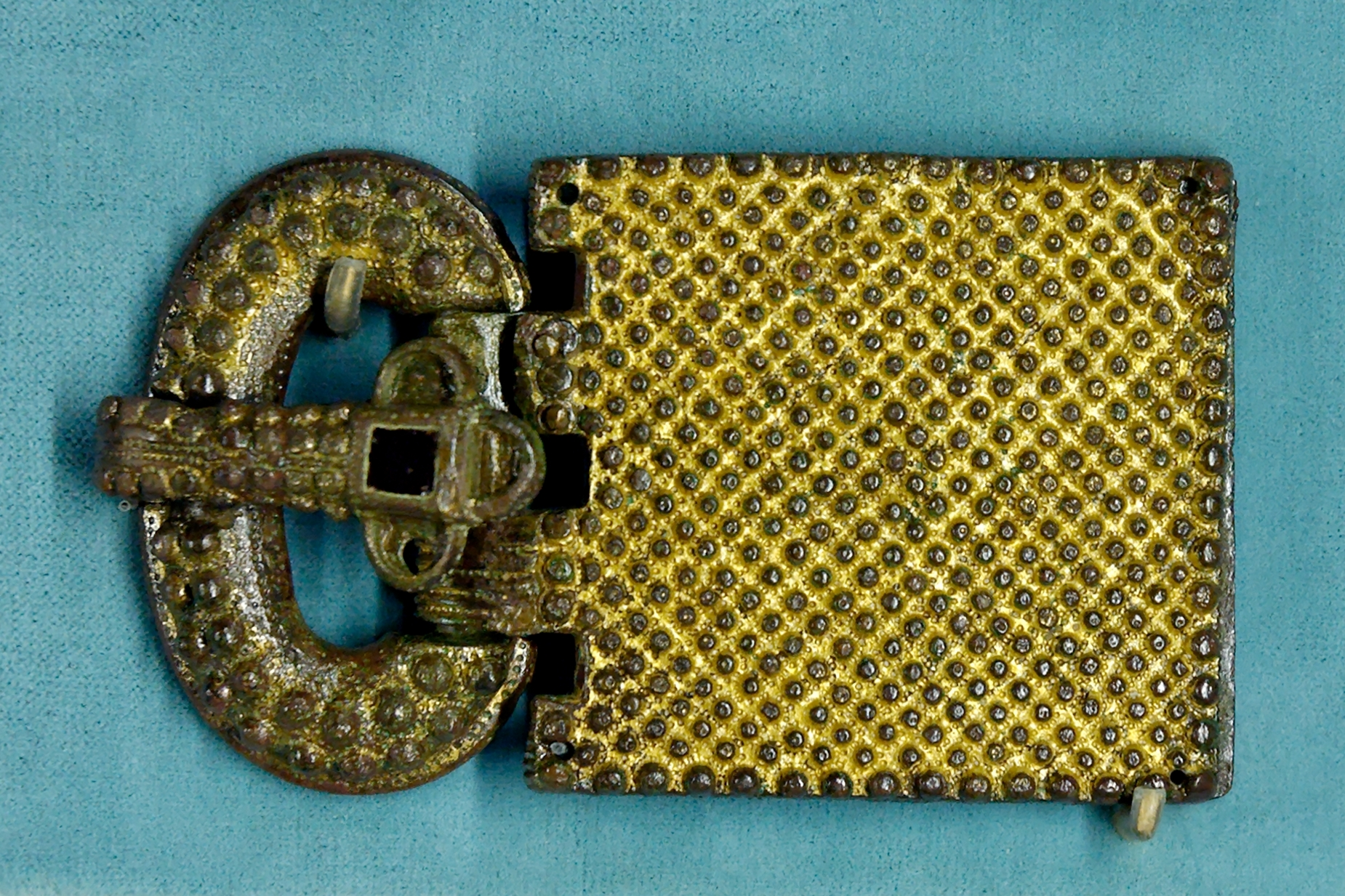
Hebilla visigótica del siglo VI, encontrada en 1898 en la Provenza, Francia

## Modelos contemporáneos

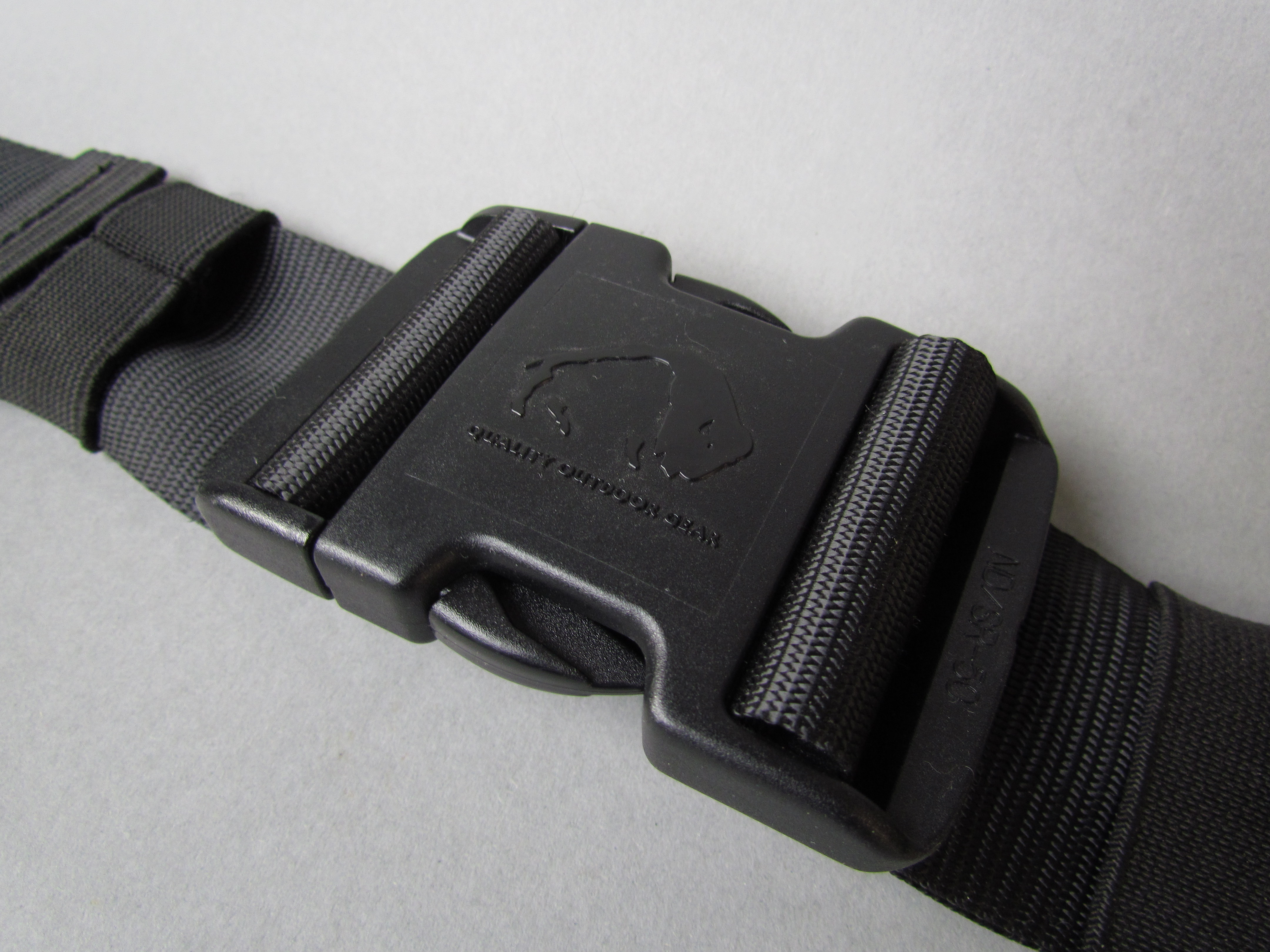
Hebilla de liberación lateral